# Медаль льотних заслуг (Велика Британія)
Меда́ль льо́тних заслу́г (англ. Distinguished Flying Medal) — військова нагорода Великої Британії.

## Історія існування
Нагорода була заснована 3 червня 1918 року, незабаром після утворення Королівських ВПС. Нею нагороджувалися нижні чини ВПС «за виняткову звитягу, сміливість та відданість обов'язку під час польоту в активних операціях проти ворога».
Першим нагородженим медаллю став повітряний спостерігач сержант Рональд Малкольм Флетчер (1899—1952), який був удостоєний цієї нагороди 2 листопада 1918 року.
У 1993 році нагородження «Медаллю льотних заслуг» було припинено, відтоді нижні чини нагороджуються хрестом «За видатні льотні заслуги».

## Опис нагороди
Медаль являє собою овал сріблястого кольору завширшки у 1,375 дюйма та завдовжки у 1,625 дюйма.
На лицьовому боці медалі зображений звернений ліворуч (у Георга V та Георга VI) чи праворуч (у Єлизавети II) профіль правлячого монарха. Довкола профілю викарбувана відповідна монархові легенда (наприклад, GEORGEIVS V BRITT: OMN: REX ET IND: IMP: або GEORGEIVS VI D: G: BR: OMN: REX F.D: IND: IMP:).
На зворотному боці — звернене ліворуч зображення богині Афіни, що сидить, тримаючи у простягнутій правій руці яструба, що злітає. Нижче правої руки викарбуваний надпис «FOR COURAGE».

## Різновиди медалей

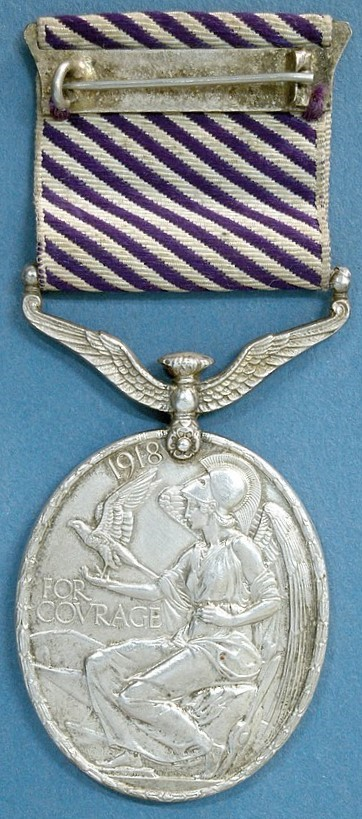
Зворотній бік (реверс) Медалі льотних заслуг

| Різновиди аверсу Медалі льотних заслуг | Різновиди аверсу Медалі льотних заслуг | Різновиди аверсу Медалі льотних заслуг | Різновиди аверсу Медалі льотних заслуг |
|                                        | Георг V (1918—1930)                    | Георг VI (1938—1949)                   | Єлизавета II (1953—1993)               |
| -------------------------------------- | -------------------------------------- | -------------------------------------- | -------------------------------------- |
| Аверс медалі                           |                                        |                                        |                                        |

## Стрічка
Стрічка медалі завширшки 1,25 дюйма і складається з поперемінних фіолетових та білих смуг (0,0625 дюйма), нахилених на 45 градусів ліворуч. До 1919 року смуги були горизонтальними.

## Зразки планок
| Зразки планок Медалі льотних заслуг | Зразки планок Медалі льотних заслуг | Зразки планок Медалі льотних заслуг | Зразки планок Медалі льотних заслуг |
|                                     | Перше нагородження                  | Повторне нагородження               |                                     |
| ----------------------------------- | ----------------------------------- | ----------------------------------- | ----------------------------------- |
| зразка 1918—1919                    |                                     |                                     |                                     |
| зразка 1919—1993                    |                                     |                                     |                                     |